# El Espino (ort i Colombia, Boyacá, lat 6,48, long -72,50)
El Espino är en ort i Colombia.   Den ligger i departementet Boyacá, i den centrala delen av landet, 270 km nordost om huvudstaden Bogotá. El Espino ligger 2 127 meter över havet och antalet invånare är 1 313.
Terrängen runt El Espino är huvudsakligen bergig, men den allra närmaste omgivningen är kuperad. El Espino ligger nere i en dal. Runt El Espino är det ganska glesbefolkat, med 26 invånare per kvadratkilometer. Närmaste större samhälle är Boavita, 19,5 km sydväst om El Espino. Omgivningarna runt El Espino är en mosaik av jordbruksmark och naturlig växtlighet.